# Springfield (Missouri)
Springfield é uma cidade localizada no estado americano do Missouri, nos condados de Christian e Greene.
Segundo o censo nacional de 2010, a sua população é de 159 498 habitantes e sua densidade populacional é de 753,6 hab/km². É a terceira cidade mais populosa do Missouri. Possui 77 620 residências, que resulta em uma densidade de 366,73 residências/km².

## Geografia
De acordo com o United States Census Bureau, a cidade tem uma área de 213,2 km², onde 211,6 km² estão cobertos por terra e 1,5 km² por água.

### Localidades na vizinhança
O diagrama seguinte representa as localidades num raio de 20 km ao redor de Springfield.

## Demografia
Springfield, segundo o censo americano de 2000, a sua população era de 151.580 habitantes, 64 691 residências, e 35 709 famílias. Em 2006, foi estimada uma população de 150.797, um decréscimo de 783 (-0.5%). A densidade populacional é 800 0/km² (2,072.0/mi²). Existem 69 650 residências, que resultam em uma densidade de 367.6 residências km² (952.1/mi²). A composição racial da cidade é 91,69% de Branco, 3,27% de afro-americanos, 0.75% nativos americanos, 1,36% são asiáticos, 0,09% são nativos polinésios, 0.88% de outras raças, e 1,95% de duas ou mais raças. 2,31% da população são hispânicos de qualquer raça.
Existem 64 691 residências dos quais 24,0% têm crianças menores de 18 anos, 40.7% são casais vivendo juntos, 10,9% têm uma mulher como chefe de família, sem marido presente, e 44.8% não são famílias. 35,3% de todos os domicílios são constituídos de um só individuo, e 11.6% têm alguém vivendo sozinho com 65 anos de idade ou mais. Cada residência possui em média 2,17 indivíduos, e cada famílias é constituída em média por 2,82 indivíduos.
Na cidade a população se distribui com 19,9% abaixo de 18 anos de idade, 17,4% de 18 a 24 anos, 28.0% de 25 a 44 anos, 19,8% de 45 a 64 anos, e 14,9% possuem 65 anos ou mais. A idade média da cidade é de 34 anos.  Para cada 100 pessoas do sexo feminino existem 92,9 pessoas do sexo masculino. Para cada 100 pessoas do sexo feminino com 18 anos de idade ou mais, existem 90,0 pessoas do sexo masculino com mais de 18 anos de idade.
A média de renda residencial da cidade é de 29 563 dólares, e a média de renda familiar é de $38,114. Homens possuem uma renda média anual de 27 778 dólares, e mulheres possuem uma renda média anual de 20 980 dólares. A renda per capita da cidade é de 17 711 dólares. 15.9% dos habitantes e 9,9% das famílias vivem abaixo da linha da pobreza. 19,1% das pessoas com 17 anos ou menos de idade, 7,9% das pessoas com 65 anos ou mais, vivem abaixo da pobreza.

## Curiosidades
A cidade de Springfield é citada como o local onde vivem os personagens do desenho animado The Simpsons.